# Monte Berlinghera
Der Monte Berlinghera ist ein 1930 m s.l.m. hoher Berg in den Lepontinischen Alpen in Italien. Er liegt an der Nordostspitze des Comer Sees. Von seinem Gipfel sind neben dem nördlichen Teil des Comer Sees unter anderem der Monte Legnone, die Mündung der aus dem Veltlin kommenden Adda in den See und die Stadt Chiavenna mit dem Val San Giacomo zu sehen.
In Gipfelnähe befindet sich die Ruine einer 1968 erbauten Gedenkkapelle; sie wurde durch Blitzschlag zerstört.

## Routen zum Gipfel

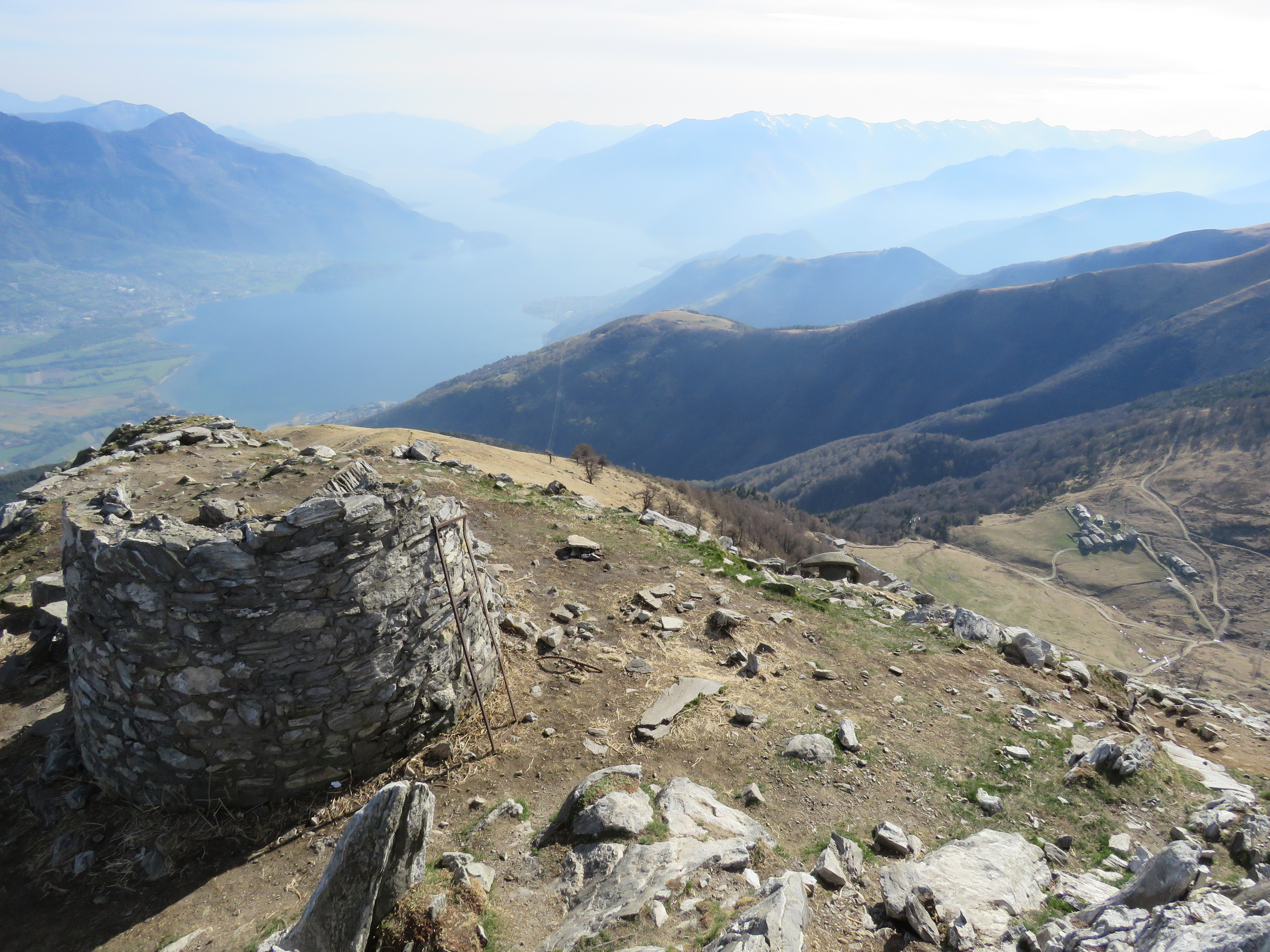
Blick vom Gipfel nach Südwesten über den Comer See

Talort ist Gera Lario. Eine Asphaltstraße führt vorbei am Rifugio Berlinghera (1076 m s.l.m.) nach San Bartolomeo (1204 m s.l.m.). Dort beginnt ein Bergweg, der zunächst über Almen unterhalb der Bocchetta Chiaro (1666 m s.l.m.) verläuft. Er führt dann in östlicher Richtung weiter über den bewaldeten Bergrücken vorbei an einem Eisenkreuz (Crocetta, 1760 m s.l.m.) auf den Gipfel des Monte Berlinghera.